# Thelypteris funckii
Thelypteris funckii là một loài thực vật có mạch trong họ Thelypteridaceae. Loài này được (Mett.) Alston miêu tả khoa học đầu tiên năm 1958.